# Litoria singadanae
Litoria singadanae é uma espécie de anfíbio anuro da família Pelodryadidae. Está presente na Papua Nova Guiné. A UICN classificou-a como deficiente de dados.